# به سوی ماه
به سوی ماه نام یک بازی ویدیویی است که فری‌برد گیمز آنرا توسعه داد و در سال ۲۰۱۱ منتشر کرد. این این بازی در ابتدا تنها برای سیستم عامل ویندوز انتشار یافت اما بعداً برای لینوکس، اندروید، آی‌اواس و نینتندو سوییچ نیز منتشر شد. داستان بازی ماجرای دو پزشک را دنبال می‌کند که به وسیله دستگاهی آرزوی مردی درآستانه مرگ را برآورده می‌کنند. بازی مکانیک‌ها و قابلیت‌های کمی را شامل می‌شود. بازیکن کنترل دو شخصیت اصلی را برعهده دارد و روند بازی شامل کاوش در محیط بازی و حل پازل‌ها است.
به سوی ماه برای روایت، موسیقی، محتوا و قدرت عاطفی خود مورد تحسین قرار گرفت. این بازی نامزد جوایز متعددی شد و بسیاری آنرا نمونه‌ای برجسته برای بیان هنری در بازی‌های ویدیویی دانستند. انیمیشن اقتباسی از این بازی در حال توسعه است که بخشی از فیلمنامه و نظارت آن توسط گائو انجام شده است.
این خلاصه داستان بازی To the Moon است. داستانی احساسی درباره‌ی عشق، از دست دادن، خاطرات و رؤیاهای تحقق‌نیافته.
خلاصه‌ی کوتاه:
شرکت Sigmund Corp با فناوری ایجاد خاطرات مصنوعی، آرزوی بیماران در حال مرگ را برآورده می‌کند. دو پزشک، دکتر ایوا روسالین و دکتر نیل واتس، مأمور اجرای آخرین آرزوی جانی وایلز می‌شوند: سفر به ماه. اما جانی دلیل این آرزو را به یاد نمی‌آورد. پزشکان در خاطرات او سفر کرده و متوجه شکاف بزرگی در کودکی‌اش می‌شوند. با بازیابی این خاطرات، مشخص می‌شود که جانی و همسرش ریور در کودکی در یک کارناوال با هم آشنا شده‌اند و قرار گذاشته‌اند که اگر همدیگر را گم کردند، "روی ماه" یکدیگر را پیدا کنند. اما حادثه‌ای تلخ باعث شده مادر جانی با دارویی خاص، خاطرات برادر دوقلویش جویی و اولین ملاقاتش با ریور را پاک کند.
ریور که متوجه فراموشی جانی شده اما دلیلش را نمی‌دانست، با نمادهایی مانند خرگوش‌های کاغذی سعی در یادآوری داشت، اما جانی هرگز متوجه نشد. در نهایت، دکتر روسالین با تغییر خاطرات جانی، شرایطی را می‌سازد که او هرگز ریور را در مدرسه ملاقات نکند و در عوض، برای عمل به قولش به فضانوردی بپردازد. در لحظات پایانی زندگی جانی، او در خیال خود با ریور به ماه سفر می‌کند و پیش از مرگ، دستش را در دست او می‌گذارد. در خاطرات جدید، جانی و ریور دوباره با هم ازدواج کرده و زندگی آرامی را سپری می‌کنند، اما این‌بار جویی در تمام لحظات زندگی جانی حضور دارد و هیچ‌گونه فاصله‌ای میان او و ریور دیده نمی‌شود.